# Osoba blízká
Osoba blízká je česká právní kategorie osob použitelná pro účely soukromého i veřejného práva. Za osobu blízkou se považují přímí příbuzní, manželé a registrovaní partneři, sourozenci, ale i jiné osoby, které by důvodně pociťovaly újmu druhého za újmu vlastní. V jistých kontextech mohou být za osobu blízkou považovány i právnické osoby.
Osoba blízká se jako pojem vyskytuje ve velkém počtu zákonů.

## Občanský zákoník
Základní definice osoby blízké se nachází v občanském zákoníku, který definuje osobu blízkou takto:
Osoba blízká je příbuzný v řadě přímé, sourozenec a manžel nebo partner podle jiného zákona upravujícího registrované partnerství (dále jen „partner“); jiné osoby v poměru rodinném nebo obdobném se pokládají za osoby sobě navzájem blízké, pokud by újmu, kterou utrpěla jedna z nich, druhá důvodně pociťovala jako újmu vlastní. Má se za to, že osobami blízkými jsou i osoby sešvagřené nebo osoby, které spolu trvale žijí.
§ 22 odst. 1 zákona č. 89/2012 Sb., občanský zákoník
Oproti občanskému zákoníku z roku 1964 se za osobu blízkou od 1. ledna 2014 považují osoby sešvagřené a osoby trvale spolu žijící, pokud není prokázán opak. (Registrovaný partner přibyl do výčtu osob blízkých již v roce 2006 změnou provedenou zákonem o registrovaném partnerství.)
V některých případech sloužících k ochraně třetích osob se omezení a podmínky týkající se převodů majetku mezi osobami blízkými aplikují i na jednání mezi právnickou osobou a členem jejího statutárního orgánu či tím, kdo tuto osobu podstatně ovlivňuje jako její člen nebo na základě jiné skutečnosti.

## Osoba blízká vtrestním právu
Odkaz na osobu blízkou se v souvislosti s trestním právem vyskytuje již v Listině základních práv a svobod, konkrétně v čl. 37 odst. 1, který stanoví: „Každý má právo odepřít výpověď, jestliže by jí způsobil nebezpečí trestního stíhání sobě nebo osobě blízké.“
Podle § 125 trestního zákoníku se osobou blízkou rozumí příbuzný v pokolení přímém, osvojitel, osvojenec, sourozenec, manžel a partner. Jiné osoby v poměru rodinném nebo obdobném se pokládají za osoby sobě navzájem blízké jen tehdy, kdyby újmu, kterou utrpěla jedna z nich, druhá právem pociťovala jako újmu vlastní. Stejnou definici obsahoval i § 89 odst. 8 trestního zákona platného do konce roku 2009. Shodnou definici také obsahoval i § 68 odst. 4 zákona č. 200/1990 Sb., o přestupcích.

### Osoba blízká ve správním trestání
Pro potřeby projednání přestupků je ve vybraných případech přestupků spáchaných mezi osobami blízkými potřeba jejich souhlasu k projednání přestupku.

### Osoba blízká v silniční dopravě
Při vyšetřování přestupků v silniční dopravě, při kterých není pachatel přistižen na místě (tedy buď přestupků týkajících se chybného parkování, nebo přestupků zjištěných automatickými měřiči rychlosti apod.), často příslušné orgány nebyly přestupek schopny nikomu prokázat, pokud se předvolaný pachatel odmítl k přestupku přiznat, případně tvrdil, že přestupek nespáchal osobně on, ale osoba jemu blízká, o které odmítá výpověď na základě ústavou zaručených práv. Kvůli těmto obtížím se hledaly způsoby, jak trestání těchto přestupků vynutit. Nakonec byla v roce 2011 zvolena varianta zavedení tzv. objektivní odpovědnosti provozovatele vozidla. Na jejím základě je dodržování povinností řidiče a pravidel silničního provozu povinen od roku 2013 zajistit provozovatel vozidla; pokud tak neučiní, dopouští se tím přestupku, i pokud mu nebylo prokázáno zavinění. Za tento přestupek ale může být potrestán jen v případech, kdy nebylo prokázáno spáchání konkrétního přestupku přímo jeho pachateli, a jen v situacích, kdy byl příslušný přestupek zjištěn pomocí automatizovaného technického prostředku nebo se jedná o neoprávněné zastavení či stání. Při stíhání provozovatele za tento přestupek se již nestíhá původní přestupek řidiče a neudělují se body do bodového systému, je trestán jen pokutou výší odpovídající původnímu přestupku (nejvýše však 10 000 Kč). Konstrukce přestupku provozovatele motivuje provozovatele zaplatit určenou částku, aniž by se musel přestupek projednávat v přestupkovém řízení. Určená částka odpovídá blokové pokutě za příslušný přestupek (ty u odpovídajících přestupků dosahují nejvýše 2 500 Kč); u přestupků, které nelze projednat v blokovém řízení (např. ty, za které hrozí zákaz řízení), se institut určené částky neuplatní a musí se projednat.
Přestože tak mají provozovatelé vozidel i nadále ústavou zaručené právo nevypovídat proti sobě či osobě blízké, jeho využití provozovateli nepomůže, neboť místo původního přestupku bude stíhán za přestupek provozovatele.

## Osoba blízká vzákoně odůchodovém pojištění
Podle § 24 zákona o důchodovém pojištění se za osoby blízké se pro účely tohoto zákona považují manželé, příbuzní v řadě přímé, děti (vlastní i osvojené, a pokud není stanoveno u konkrétního případu jinak, i dítě převzaté do trvalé péče nahrazující péči rodičů), sourozenci, zeť, snacha a manžel rodiče, a to kteréhokoli z manželů.

## Osoba blízká a hospitalizace
Při hospitalizaci může osoba blízká získávat informace o zdravotním stavu pacienta. Pokud hodlá pacienta navštívit, musí se prokázat platným občanským průkazem; pokud má zdravotnický personál pochybnosti, může návštěva svůj vztah osvědčit čestným prohlášením. Pokud odmítne prokázat totožnost, nebude jí návštěva umožněna, pokud pacient její totožnost nepotvrdí; popřípadě je pacient informován o odmítnutí návštěvy. Osoba blízká také může za pacienta, pokud toho není sám schopen, v některých případech vyslovit souhlas s poskytnutím zdravotních služeb.

## Poměr rodinný nebo obdobný
Poměr rodinný nebo obdobný je termín, který je nebo byl bez bližší definice použit v několika právních předpisech. 
V § 116 zákona č. 40/1964 Sb., občanský zákoník, je součástí definice osoby blízké: „Osobou blízkou je příbuzný v řadě přímé, sourozenec a manžel; jiné osoby v poměru rodinném nebo obdobném se pokládají za osoby sobě navzájem blízké, jestliže by újmu, kterou utrpěla jedna z nich, druhá důvodně pociťovala jako újmu vlastní.“
V § 125 zákona č. 40/2009 Sb., trestní zákoník, je součástí definice osoby blízké: „Osobou blízkou se rozumí příbuzný v pokolení přímém, osvojitel, osvojenec, sourozenec, manžel a partner; jiné osoby v poměru rodinném nebo obdobném se pokládají za osoby sobě navzájem blízké jen tehdy, kdyby újmu, kterou utrpěla jedna z nich, druhá důvodně pociťovala jako újmu vlastní.“
V § 12 zákona č. 258/2000 Sb., o ochraně veřejného zdraví, se pod nadpisem „Jiné podobné akce pro děti“ píše: „Při organizovaném pobytu dětí v počtu menším nebo po dobu kratší, než stanoví § 8 odst. 1, s výjimkou akcí pořádaných pro děti v poměru rodinném a obdobném, musí osoba, která akci pořádá, zajistit hygienicky nezávadný stav zařízení, zásobování akce pitnou vodou…“
Z použití v občanském a trestním zákoně je zřejmé, že termín zahrnuje příbuzenské vztahy, a to i vzdálenějšího stupně příbuznosti, a vztahy založené sňatkem či osvojením. Otázku, zda „obdobnost“ vztahu může být založena pouhou jeho kvalitou, bez pokrevního nebo úředně založeného příbuzenství, zákon explicitně neřeší.

## Člen společné domácnosti
V době koronavirových opatření na jaře 2020 v některých fázích měli členové společné domácnosti – bez ohledu na jejich příbuznost či rodinný vztah – v některých ohledech pro svůj vzájemný vztah větší výsady než osoby blízké. 

### Právní předpisy
- Zákon č. 140/1961 Sb., trestní zákon, dostupný např. na Zákony pro lidi.cz
- Dílo Listina základních práv a svobod ve Wikizdrojích
- Zákon č. 155/1995 Sb., o důchodovém pojištění, dostupný např. na Zákony pro lidi.cz
- Zákon č. 250/2016 Sb., odpovědnosti za přestupky a řízení o nich, dostupný např. na Zákony pro lidi.cz
- Zákon č. 361/2000 Sb., o provozu na pozemních komunikacích a o změnách některých zákonů, dostupný např. na Zákony pro lidi.cz
- Zákon č. 115/2006 Sb., o registrovaném partnerství a o změně některých souvisejících zákonů, dostupný např. na Zákony pro lidi.cz
- Zákon č. 40/2009 Sb., trestní zákoník, dostupný např. na Zákony pro lidi.cz
- Zákon č. č. 372/2011 Sb., o zdravotních službách a podmínkách jejich poskytování (zákon o zdravotních službách), dostupný např. na Zákony pro lidi.cz
- Dílo Občanský zákoník (2012) ve Wikizdrojích